# こぶし文庫 戦後日本思想の原点
『こぶし文庫 戦後日本思想の原点』（こぶしぶんこ せんごにほんしそうのげんてん）は、1995年（平成7年）1月から2014年9月にかけてこぶし書房によって刊行された、全60巻の思想叢書である。単に『こぶし文庫』とも。

## 概要
こぶし書房創業者で新左翼系思想家（革マル派の理論的指導者）たる黒田寛一にさまざまな形で影響を与えた、戦後日本思想の原点といえる諸著作を収録した叢書であり、日本の敗戦50年を記念して第一期分の刊行が開始された。刊行は中途2回の断絶をはさんで19年間にわたり継続され、2014年9月、第三期分（全10巻）の刊行完了をもって完結した。
各巻はおおむね本文テクストのほか、編集担当者による「解説」、著者の「略年譜」「著作一覧」などが付される内容構成となっているが、刊行時点で著者が健在であった第48巻の大内力『国家独占資本主義』、第49巻の鶴見俊輔『アメリカ哲学』については、著者によって新たに書き下ろされた序文（まえがき）が付されている。また本叢書の構想に関わった黒田自身も第28巻の田辺元『歴史的現実』の編集・解説を担当している。
編集月報として、著者・著作についての関係者の回想を収録した小冊子『場 UTOPADA』が、1995年4月刊の第3巻（三枝博音『技術思想の探究』）および第4巻（坂田太郎『イデオロギー論の系譜』）より付されるようになり、2011年9月までに40号が刊行されている。

## 沿革
こぶし文庫「第一期」は黒田寛一が若き日に学び、理論的に格闘した戦後三大論争（主体性論・技術論・価値論）を中心に、自然弁証法・ヘーゲル論・認識論・ソ連論をめぐる諸著作を収録しており、1995年1月の梅本克己『唯物史観と道徳』（第1巻）をもって刊行が開始され、2000年5月の遊部久蔵『価値論と史的唯物論』（第25巻）をもって完結した。
続いて間をおかず刊行開始となった「第二期」では、戦争を挟んだ前後のそれぞれ50年に対象を拡げ、京都学派哲学とその流れを汲む主要著作を収録しており、2000年7月木村素衛『美の形成』（第26巻）をもって刊行開始、2008年5月の小山弘健『戦後日本共産党史』（第50巻）で完結した。
第二期完結後しばらくの間『こぶし文庫』は刊行を休止していたが、2006年に死去した黒田の生前の構想に基づき、戦後の文学論・芸術論・科学論・資本主義論争など各分野に収録対象を拡げる予定の「第三期」が第51巻の辻哲夫『物理学史の道』をもって2011年9月に刊行開始となり、2014年9月の宇野弘蔵『増補 農業問題序論』（第60巻）の刊行で完結した。こぶし書房は第3期の完結をもってシリーズ全体のひとまずの完結としている。なお、こぶし書房は2024年に廃業した。

## 刊行書目
（　）内は当該巻の編集・解説担当者。第24・30・36巻の「～エッセンス」は、作者の論文などを抜粋して収録したもの。

### 第一期
- 第1巻：梅本克己 『唯物史観と道徳』 （武井邦夫） - 1995年1月刊。
- 第2巻：田辺振太郎 『自然の弁証法研究』 （市野宏司） - 1995年1月刊。
- 第3巻：三枝博音 『技術思想の探究』 （飯田賢一） - 1995年4月刊。
- 第4巻：坂田太郎 『イデオロギー論の系譜』 （田中義久） - 1995年4月刊。
- 第5巻：宇野弘蔵 『『資本論』と社会主義』 （降旗節雄） - 1995年6月刊。
- 第6巻：武市健人 『ヘーゲル論理学の体系』 （清水正徳） - 1995年6月刊。
- 第7巻：北川宗蔵 『経済学方法論』 （中村福治） - 1995年9月刊。
- 第8巻：舩山信一 『日本哲学者の弁証法』 （服部健二） - 1995年9月刊。
- 第9巻：甘粕石介 『現代哲学批判』 （鈴木正） - 1995年12月刊。
- 第10巻：高島善哉 『価値論の復位』 （渡辺雅男） - 1995年12月刊。
- 第11巻：岡邦雄 『新しい技術論』 （飯田賢一） - 1996年3月刊。
- 第12巻：山田坂仁 『認識論と技術論』 （いいだもも） - 1996年3月刊。
- 第13巻：甘粕石介 『ヘーゲル哲学への道』 （許萬元） - 1996年6月刊。
- 第14巻：務台理作 『場所の論理学』 （北野裕通） - 1996年6月刊。
- 第15巻：三枝博音 『ヘーゲル・大論理学』 （野崎茂） - 1996年9月刊。
- 第16巻：三浦つとむ 『この直言を敢てする』 （津田道夫） - 1996年9月刊。
- 第17巻：宇野弘蔵 『価値論』 （降旗節雄） - 1996年12月刊。
- 第18巻：対馬忠行 『クレムリンの神話』 （山口勇） - 1996年12月刊。
- 第19巻：松村一人 『変革の論理のために』 （仲本章夫） - 1997年4月刊。
- 第20巻：村上信彦 『女について：反女性論的考察』 （篠原三郎） - 1997年4月刊。
- 第21巻：木村素衛 『表現愛』 （小林恭） - 1997年9月刊。
- 第22巻：本多謙三 『現象学と唯物弁証法』 （久野収） - 1997年9月刊。
- 第23巻：竹内好 『日本イデオロギイ』 （鈴木正） - 1999年11月刊。
- 第24巻：三木清 『三木清エッセンス』 （内田弘） - 2000年2月刊。
- 第25巻：遊部久蔵 『価値論と史的唯物論』 （飯田裕康） - 2000年5月刊。

### 第二期
- 第26巻：木村素衛 『美の形成』 （村瀬裕也） - 2000年7月刊。
- 第27巻：梅本克己 『過渡期の哲学』 （田辺典信） - 2000年10月刊。
- 第28巻：田辺元 『歴史的現実』 （黒田寛一） - 2001年1月刊。
- 第29巻：高山岩男 『世界史の哲学』 （花沢秀文） - 2001年5月刊。
- 第30巻：九鬼周造 『九鬼周造エッセンス』 （田中久文） - 2001年9月刊。
- 第31巻：戸坂潤 『戸坂潤の哲学』 （吉田傑俊） - 2001年12月刊。
- 第32巻：廣西元信 『資本論の誤訳』 （国分幸） - 2002年3月刊。
- 第33巻：高坂正顕 『歴史の意味とその行方』 （高坂史朗） - 2002年10月刊。
- 第34巻：田辺元 『仏教と西欧哲学』 （小坂国継） - 2003年3月刊。
- 第35巻：神山茂夫 『天皇制に関する理論的諸問題』 （津田道夫） - 2003年6月刊。
- 第36巻：中井正一 『中井正一エッセンス』 （鈴木正） - 2003年7月刊。
- 第37巻：滝沢克己 『西田哲学の根本問題』 （小林孝吉） - 2004年7月刊。
- 第38巻：上山春平 『弁証法の系譜：マルクス主義とプラグマティズム』 - 2005年3月刊。
- 第39巻：武市健人 『弁証法の急所』 （許萬元） - 2005年4月刊。
- 第40巻：田中吉六 『史的唯物論の成立』 （渡辺啓） - 2005年6月刊。
- 第41巻：清水正徳 『自己疎外論から『資本論』へ』 （降旗節雄[4]） - 2005年11月刊。
- 第42巻：藤本進治 『認識論』 （山本晴義） - 2006年3月刊。
- 第43巻：加藤正 『弁証法の探究』 （降旗節雄） - 2006年7月刊。
- 第44巻：古在由重 『古在由重の哲学』 （吉田傑俊） - 2006年9月刊。
- 第45巻：宇野弘蔵・梅本克己 『社会科学と弁証法』（いいだもも） - 2006年11月刊。
- 第46巻：渡邉寛 『レーニンとスターリン：社会科学における』 （川上忠雄） - 2007年2月刊。
- 第47巻：三木清 『三木清東亜協同体論集』 （内田弘） - 2007年4月刊。
- 第48巻：大内力 『国家独占資本主義』 - 2007年7月刊。
- 第49巻：鶴見俊輔 『アメリカ哲学』 - 2008年1月刊。
- 第50巻：小山弘健 『戦後日本共産党史：党内闘争の歴史』 （津田道夫） - 2008年5月刊。

### 第三期
- 第51巻：辻哲夫 『物理学史への道』 （池内了） - 2011年9月刊。
- 第52巻：吉本隆明 『芸術的抵抗と挫折』 （松本昌次） - 2012年2月刊。
- 第53巻：小田切秀雄 『人間の信頼について』 （川村湊） - 2012年7月刊。
- 第54巻：廣重徹 『戦後日本の科学運動』 （吉岡斉） - 2012年9月刊。
- 第55巻：柴田高好 『現代とマルクス主義政治学』 - 2012年12月刊。
- 第56巻：鈴木正 『日本思想史の遺産』 - 2013年3月刊。
- 第57巻：辻哲夫 『日本の科学思想：その自立への模索』 - 2013年5月刊。
- 第58巻：対馬忠行 『日本資本主義論争史論』 - 2014年1月刊。
- 第59巻：小山弘健・山崎隆三 『日本資本主義論争史』 - 2014年5月刊。
- 第60巻：宇野弘蔵 『増補 農業問題序論』（田中学） - 2014年9月刊。